# Maurice Challiot
Maurice Challiot all'anagrafe Marie Paul Maurice Challiot (VIII arrondissement di Parigi, 4 dicembre 1876 – 1936) è stato un regista francese.

## Biografia
Figlio di un capitano di Fanteria, Challiot frequentò l'École spéciale militaire de Saint-Cyre fu anche un ufficiale di carriera, prima di diventare regista.

## Filmografia

### Cinema
- Le Sorcier - cortometraggio (1917)
- Les alpes rouges (1917)
- La mort rédemptrice - cortometraggio (1917)
- Le baron mystère (1918)
- Rose de Nice, co-regia di Alexandre Ryder (1921)
- Maman Pierre (1922)
- Les trois graines noires (1922)
- Gachucha, fille basque (1923)